# Веніс (Іллінойс)
Веніс (англ. Venice) — місто (англ. city) в США, в окрузі Медісон штату Іллінойс. Населення — 1498 осіб (2020).

## Географія
Веніс розташований за координатами 38°40′19″ пн. ш. 90°10′10″ зх. д. / 38.67194° пн. ш. 90.16944° зх. д. (38.671997, -90.169316).  За даними Бюро перепису населення США в 2010 році місто мало площу 4,71 км², з яких 4,71 км² — суходіл та 0,00 км² — водойми.

## Демографія
Згідно з переписом 2010 року, у місті мешкало 1890 осіб у 736 домогосподарствах у складі 500 родин. Густота населення становила 401 особа/км².  Було 916 помешкань (194/км²).
Расовий склад населення:
| - 94,1 % — чорних або афроамериканців - 3,3 % — білих - 0,2 % — корінних американців - 0,2 % — азіатів |

До двох чи більше рас належало 2,1 %. Частка іспаномовних становила 1,7 % від усіх жителів.
За віковим діапазоном населення розподілялося таким чином: 29,7 % — особи молодші 18 років, 57,9 % — особи у віці 18—64 років, 12,4 % — особи у віці 65 років та старші. Медіана віку мешканця становила 31,3 року. На 100 осіб жіночої статі у місті припадало 76,1 чоловіків;  на 100 жінок у віці від 18 років та старших — 65,9 чоловіків також старших 18 років.
Середній дохід на одне домашнє господарство  становив 27 625 доларів США (медіана — 20 505), а середній дохід на одну сім'ю — 29 088 доларів (медіана — 20 476). Медіана доходів становила 36 875 доларів для чоловіків та 28 152 долари для жінок. За межею бідності перебувало 39,9 % осіб, у тому числі 47,1 % дітей у віці до 18 років та 7,1 % осіб у віці 65 років та старших.
Цивільне працевлаштоване населення становило 623 особи. Основні галузі зайнятості: освіта, охорона здоров'я та соціальна допомога — 39,6 %, роздрібна торгівля — 11,4 %, науковці, спеціалісти, менеджери — 10,4 %.